# ميشيل فيلدمان
ميشيل فيلدمان (بالإنجليزية: Michelle Feldman)‏ هي لاعبة البولنغ ‏ أمريكية، ولدت في 19 أبريل 1976.